# FK Krasnodar
|  | No s'ha de confondre amb FC Kuban Krasnodar. |

El Futbol'niy Klub Krasnodar (rus: Футбольный клуб Краснодар) és un club de futbol rus de la ciutat de Krasnodar.

## Història

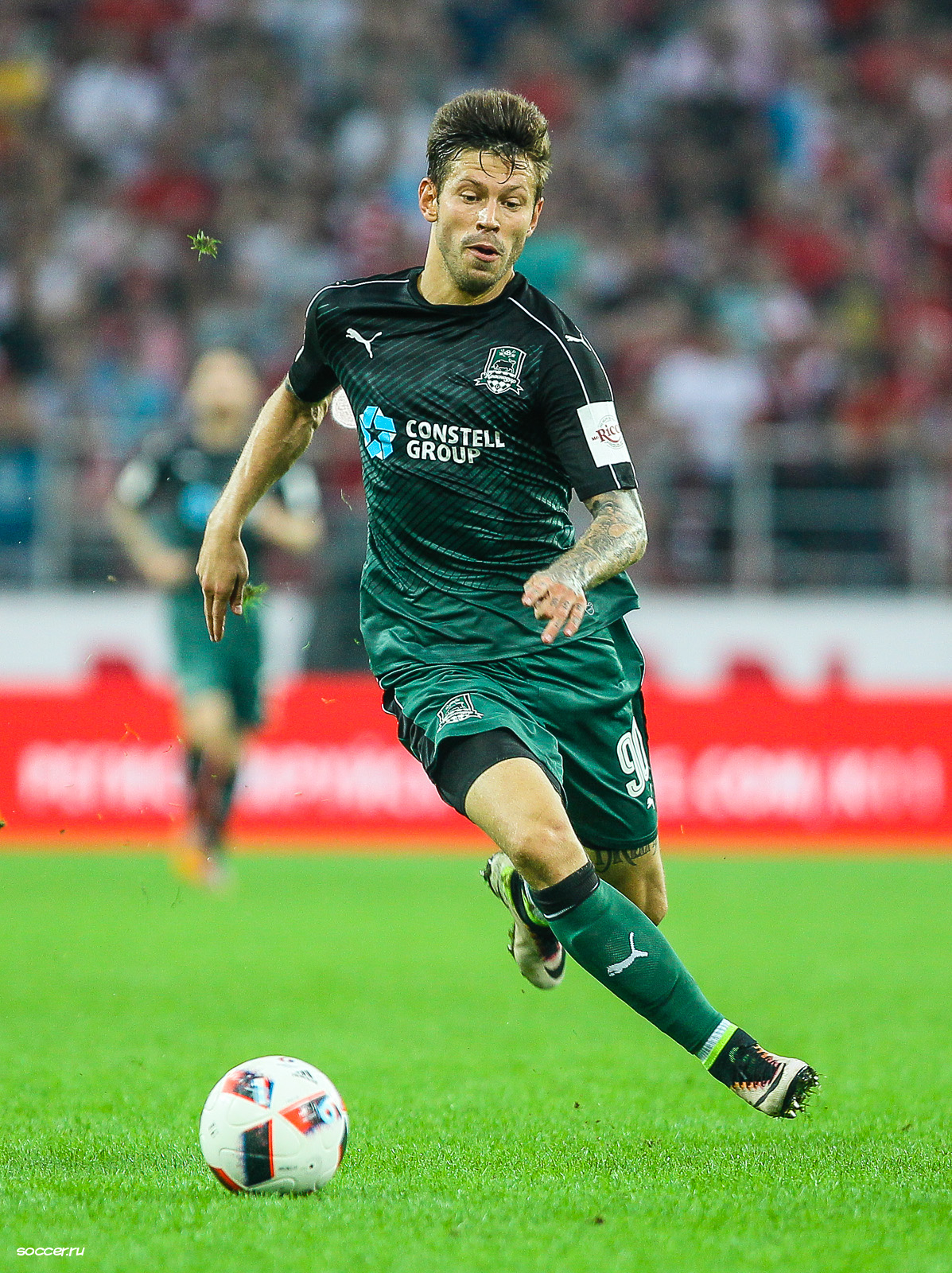
Fyodor Smolov

El club va ser fundat el 2008. El 2009 ascendí a la segona divisió i el 2011 pujà a la primera divisió.
El seu primer estadi fou el Trud situat al sud de Krasnodar. El 2009 es traslladà a l'estadi Kuban, també usat pel FK Kuban Krasnodar. El maig de 2013 començà a construir l'estadi Krasnodar, inaugurat el 9 d'octubre de 2016.